# Ogrody Babura
Ogrody Babura (paszto ‏بابر بڼ‎, pers. ‏باغ بابر‎ – trb. Bagh-e Babur) – park i ogród w stylu mogolskim o powierzchni 11,5 ha, założony na początku XVI wieku z inicjatywy twórcy Państwa Wielkich Mogołów, Zahira ad-Dina Muhammada Babura, znajdujący się na zboczu góry Koh-e Szer Darwaza, na południowy zachód od dzielnicy Szar-e Naw (starego miasta) w stolicy Afganistanu, Kabulu.
Od 2009 roku obiekt figuruje na afgańskiej liście informacyjnej – liście obiektów rozważanych do zgłoszenia na listę światowego dziedzictwa UNESCO. Ogrody mogą zostać wpisane na listę na podstawie kryterium kulturowego IV.

## Charakterystyka

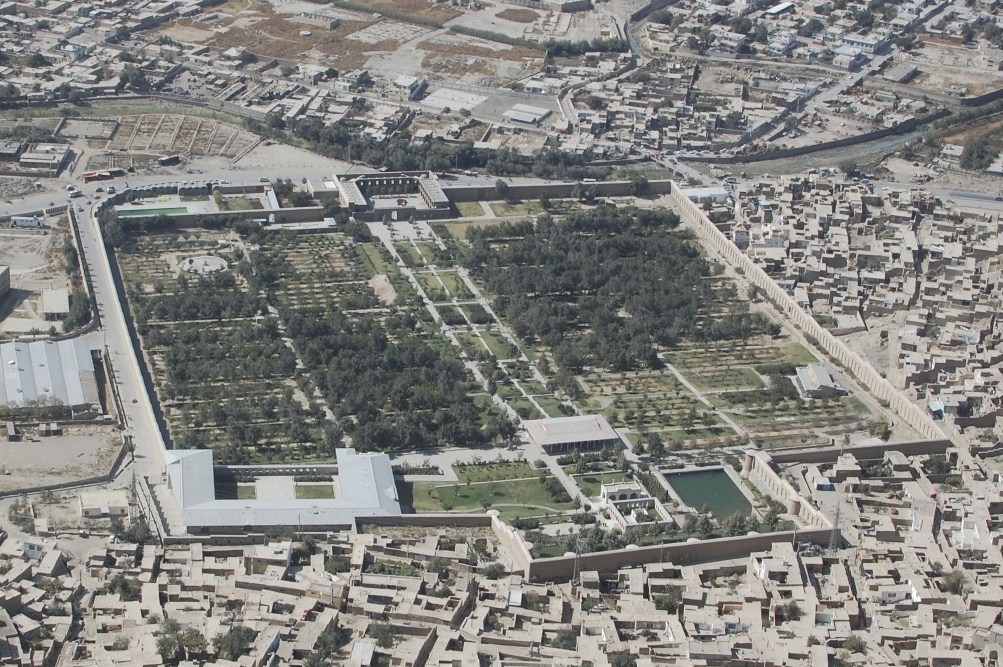
Ogrody Babura widziane z lotu ptaka (2009)

Ogrody Babura to kompleks ogrodów tarasowych o powierzchni 11,5 ha położony na zachodnim zboczu wzniesienia Koh-e Szer Darwaza w Kabulu, obejmujący 15 tarasów schodzących na zachód w kierunku rzeki Kabul, ułożonych wzdłuż centralnej osi wskazującej w stronę Mekki. Obszar ma kształt prostokąta o wymiarach 460 × 300 m z wysuniętym karawanserajem oraz tarasami grobowymi u stóp i u szczytu głównej osi ogrodów. Ogrody tworzą zespół odzwierciedlający kolejne stadia rozwoju oraz zmiany w koncepcji, funkcji i stylu ogrodów, od czasu ich założenia przez Babura na początku XVI wieku aż do początku XX wieku, kiedy to stały się ogólnodostępnym parkiem. Kompleks ten obejmuje zaprojektowany od podstaw krajobraz z basenami z wodą, kanałami, fontannami i wodospadami oraz znajdujące się na jego terenie elementy architektoniczne, takie jak grobowiec Babura, meczet Szahdżachana czy tzw. Pałac Królowej (harem).

## Historia

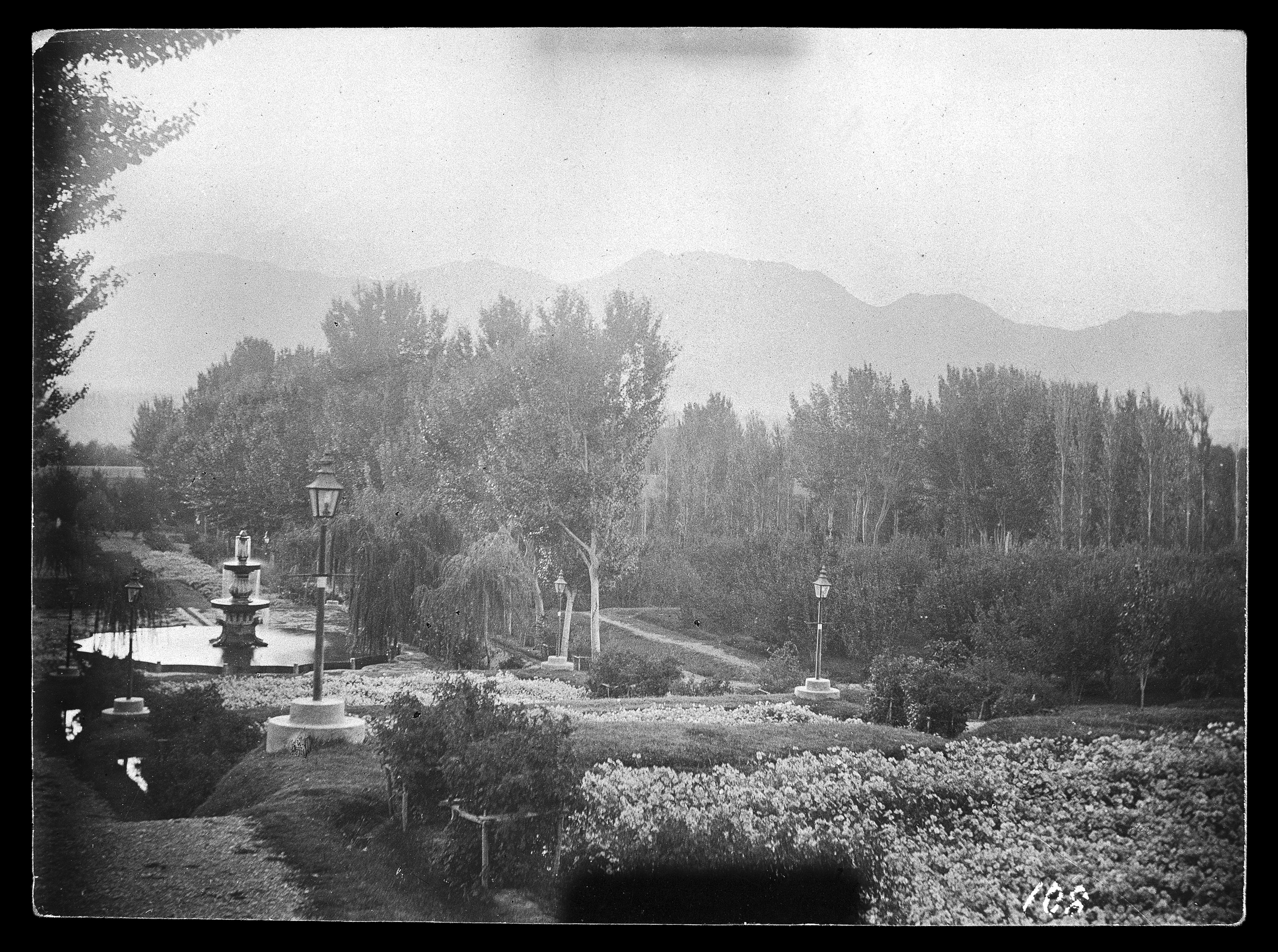
Ogrody Babura między 1894 a 1896 rokiem

Ogrody Babura są jednymi z najstarszych na świecie zachowanych ogrodów mogolskich, których styl wywodzi się z tradycji ogrodów perskich i ogrodów islamskich. Dokładna data powstania ogrodów nie jest znana, choć ich założenie musiało nastąpić w okresie między podbojem Kabulu przez timurydzkiego władcę Babura w 1504 roku a jego śmiercią w Agrze w roku 1530. W części źródeł jako data powstania kompleksu pojawia się rok 1528. Podczas przeprowadzonych w latach 2002–2005 wykopalisk archeologicznych wykazano, że ogrody nie powstały na pustym terenie, lecz w miejscu datowanych na III wiek p.n.e. ruin; odkryte zostały również ślady osadnictwa z XV wieku.
Babur, choć urodzony w Ferganie, na tyle pokochał Kabul, że uznawał go za swoją ojczyznę i po śmierci chciał zostać pochowany właśnie w tym mieście. Władca zmarł w 1530 roku i początkowo, wbrew swojej woli, spoczął w Agrze, jednak już między 1539 a 1544 rokiem jego ciało zostało przeniesione do grobowca na terenie Ogrodów Babura. Możliwe, że obszar ogrodów już wcześniej wykorzystywany był przez Timurydów jako cmentarz, o czym świadczyć mogą pozostałości starszych grobów w ceglanych kryptach oraz grobów skrzynkowych odkryte pod grobowcem Babura.

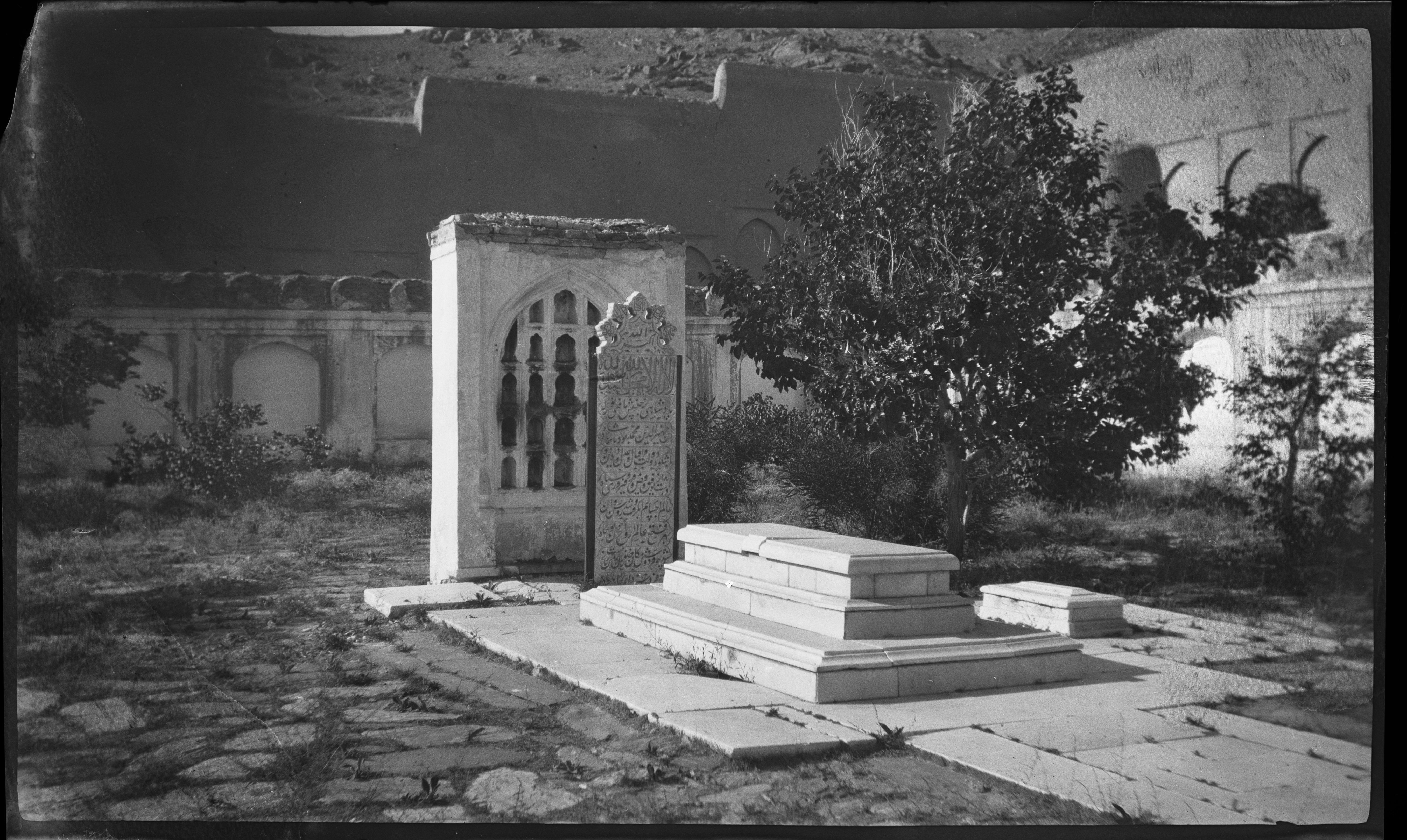
Grobowiec Babura w 1924 roku

Tarasowe Ogrody Babura jako miejsce spoczynku założyciela dynastii Wielkich Mogołów stały się symbolem państwa oraz miejscem kultu. Przez kolejne 150 lat następcy Babura dbali o ten teren oraz prowadzili prace budowlane mające na celu jego zachowanie i upiększanie. Odbywający w 1607 roku pielgrzymkę do Kabulu władca Mogołów Dżahangir nakazał otoczyć murami wszystkie ogrody w mieście, w tym Ogrody Babura. Z jego inicjatywy przed grobami Babura oraz jego syna i wnuka ustawiono nagrobki z inskrypcjami oraz wzniesiono marmurową platformę modlitewną (czabutrę). W 1645 lub 1646 roku, za panowania Szahdżachana, na terenie ogrodów wybudowano meczet z białego marmuru mający upamiętniać zdobycie Balchu. Przebudowano także połączone ze sobą wodospadami baseny z fontannami znajdujące się na każdym tarasie, przepływające przez główną oś ogrodu kanały wyłożono marmurem, wzniesiono karawanseraj, a wokół części grobowców ustawiono ażurowe dżali.
W 1842 roku Ogrody Babura zostały poważnie zniszczone przez trzęsienie ziemi. W latach 80. XIX wieku kompleks odbudował emir Afganistanu, Abdur Rahman Chan, ale w stylu bardziej europejskim niż mogolskim. W południowo-wschodnim narożniku ogrodów wybudowano tzw. Pałac Królowej (harem), na tarasie dziewiątym nad centralną osią ogrodów wzniesiono letni pawilon oraz utworzono siedem parterów ogrodowych. Podczas panowania króla Mohammada Nadera Szaha, w latach 1929–1933, przywrócony został krajobrazowy charakter obiektu, a część budynków wzniesionych przez Rahmana wyburzono. Kompleks otwarto dla społeczeństwa, dzięki czemu Ogrody Babura stały się publicznym parkiem, natomiast w latach 70. lub 80. XX wieku wybudowano na tym terenie basen, budynki gospodarcze i szklarnię (usunięte na początku XXI wieku).
Ogrody Babura poważnie ucierpiały w latach 1992–1993 podczas toczących się w Kabulu walk między rywalizującymi o władzę frakcjami. Zniszczony został Pałac Królowej, a dużym uszkodzeniom uległ meczet. Skradziono pompy irygacyjne, przez co większość znajdujących się w ogrodach drzew obumarła i została wycięta na opał. Teren został też częściowo zaminowany. 
Ogrody Babura ponownie otwarto w 2002 roku, wtedy to również z inicjatywy Aga Khan Trust for Culture rozpoczęto badania archeologiczne oraz prace konserwatorskie i naprawcze kompleksu trwające do 2008 roku.

## Galeria

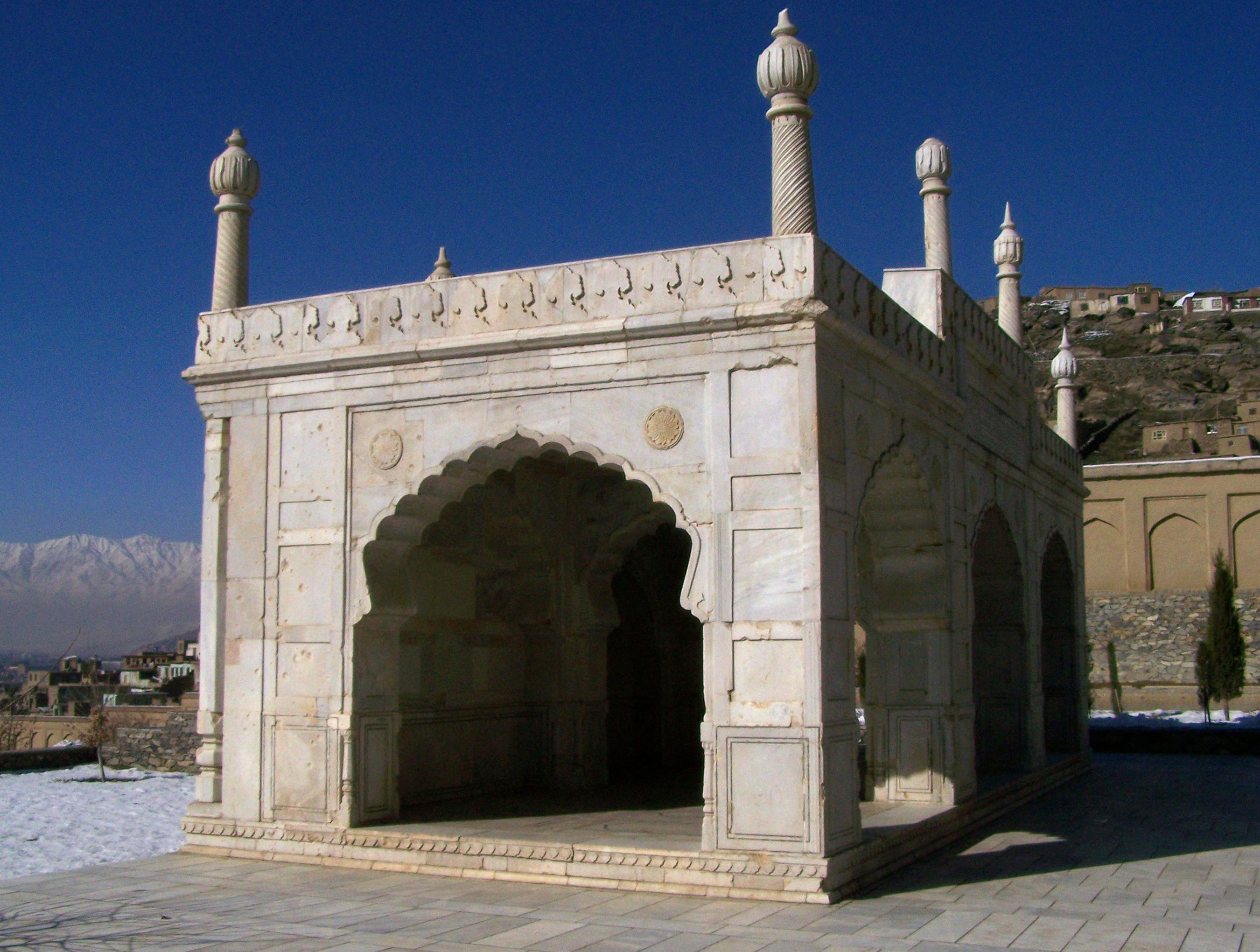
Meczet Szahdżachana (2006)
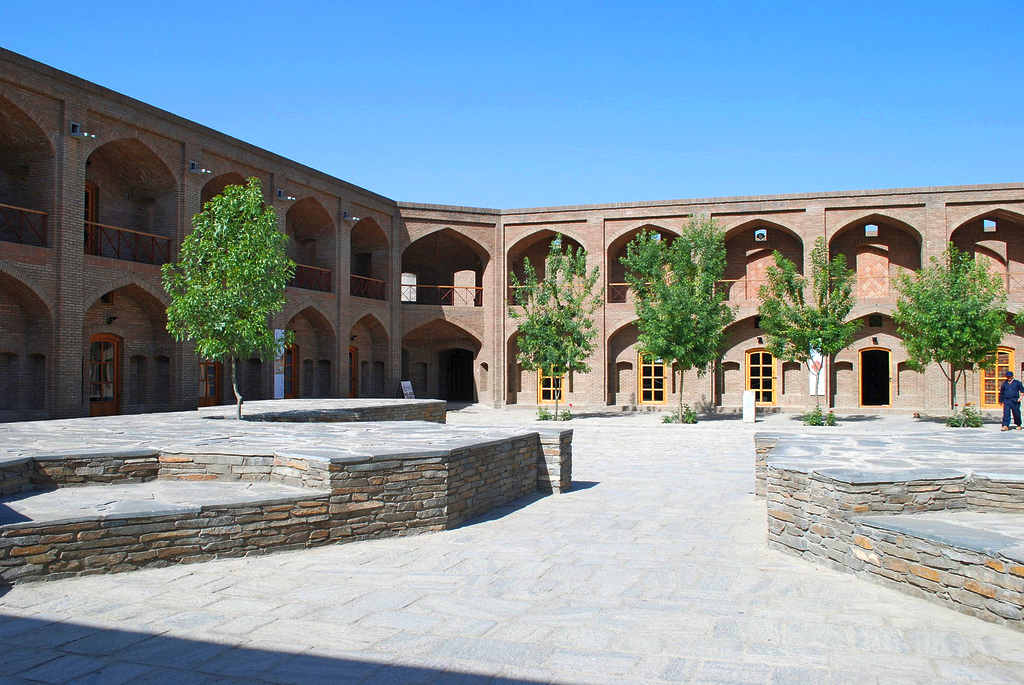
Zrekonstruowany karawanseraj (2013)
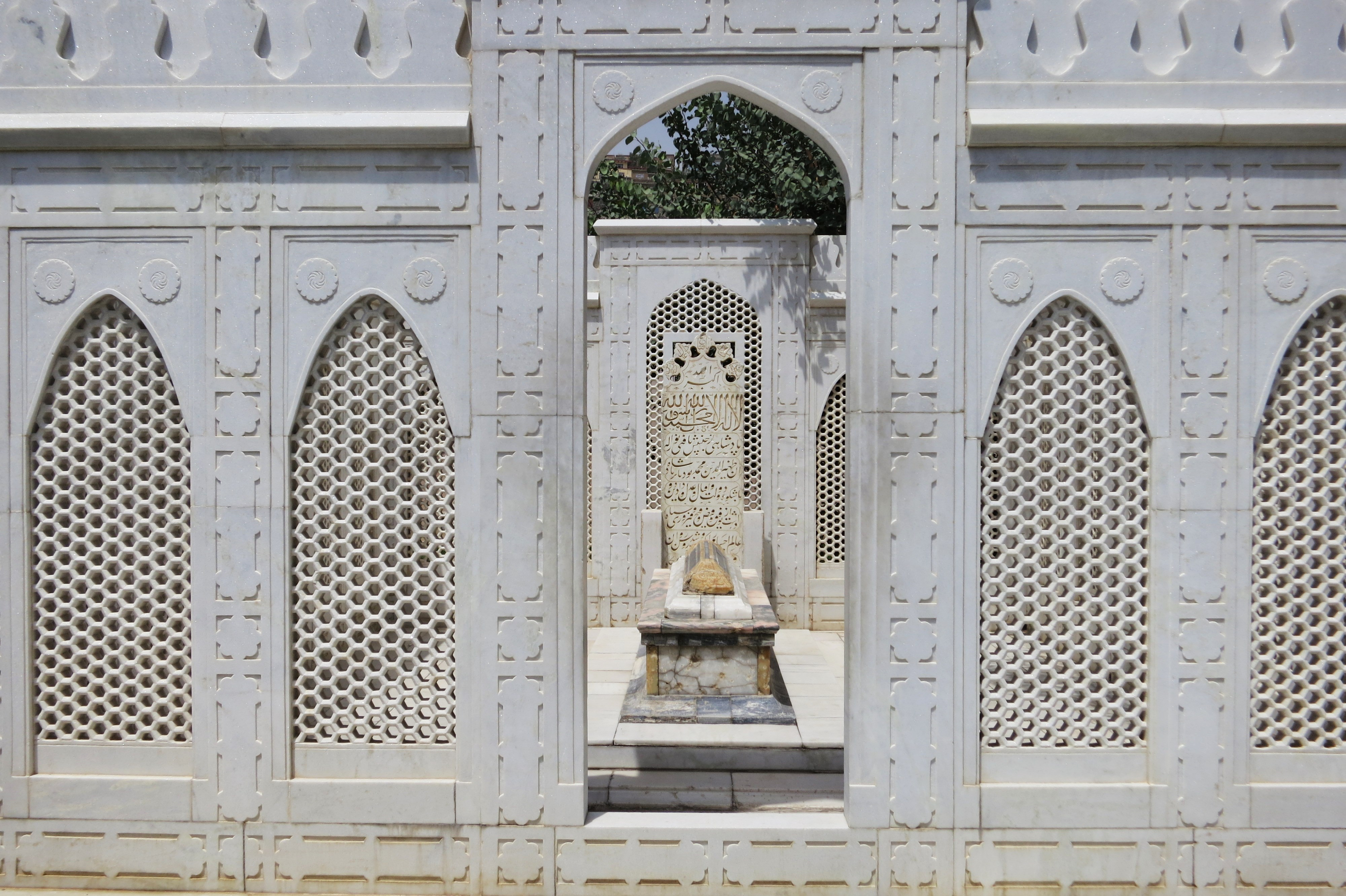
Grobowiec Babura (2013)
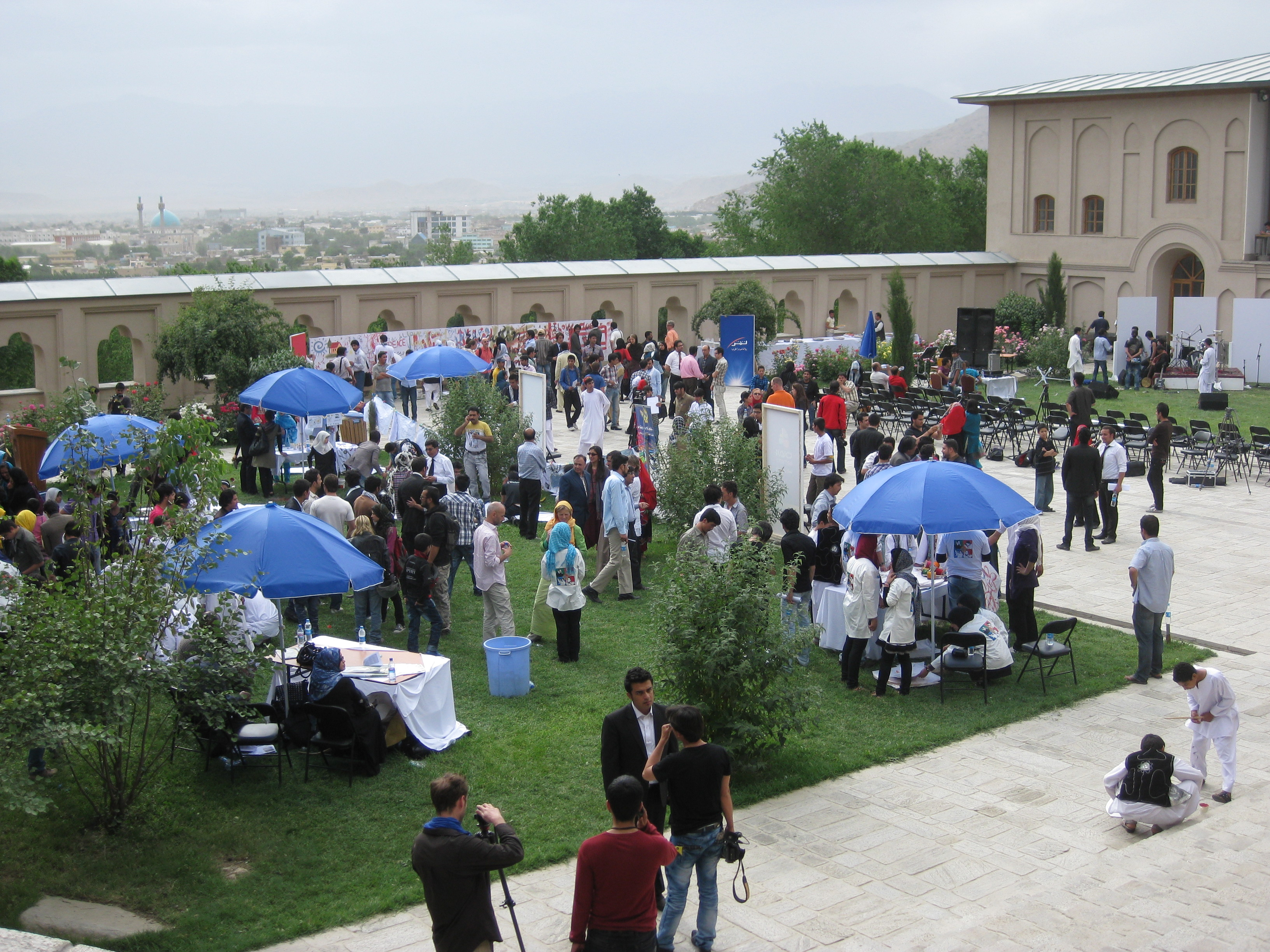
Festiwal w Ogrodach Babura (2011)
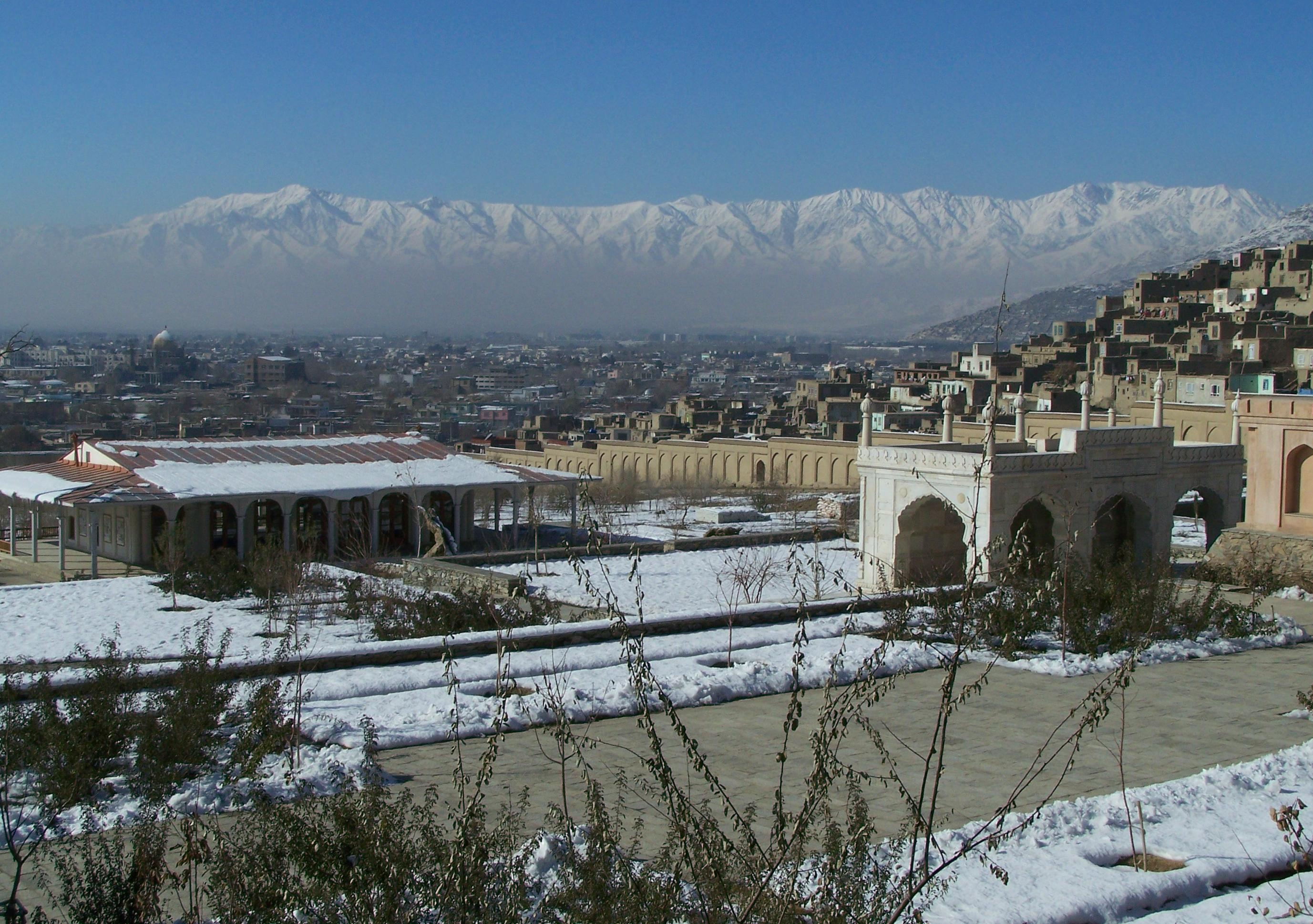
Ogrody Babura zimą (2006)
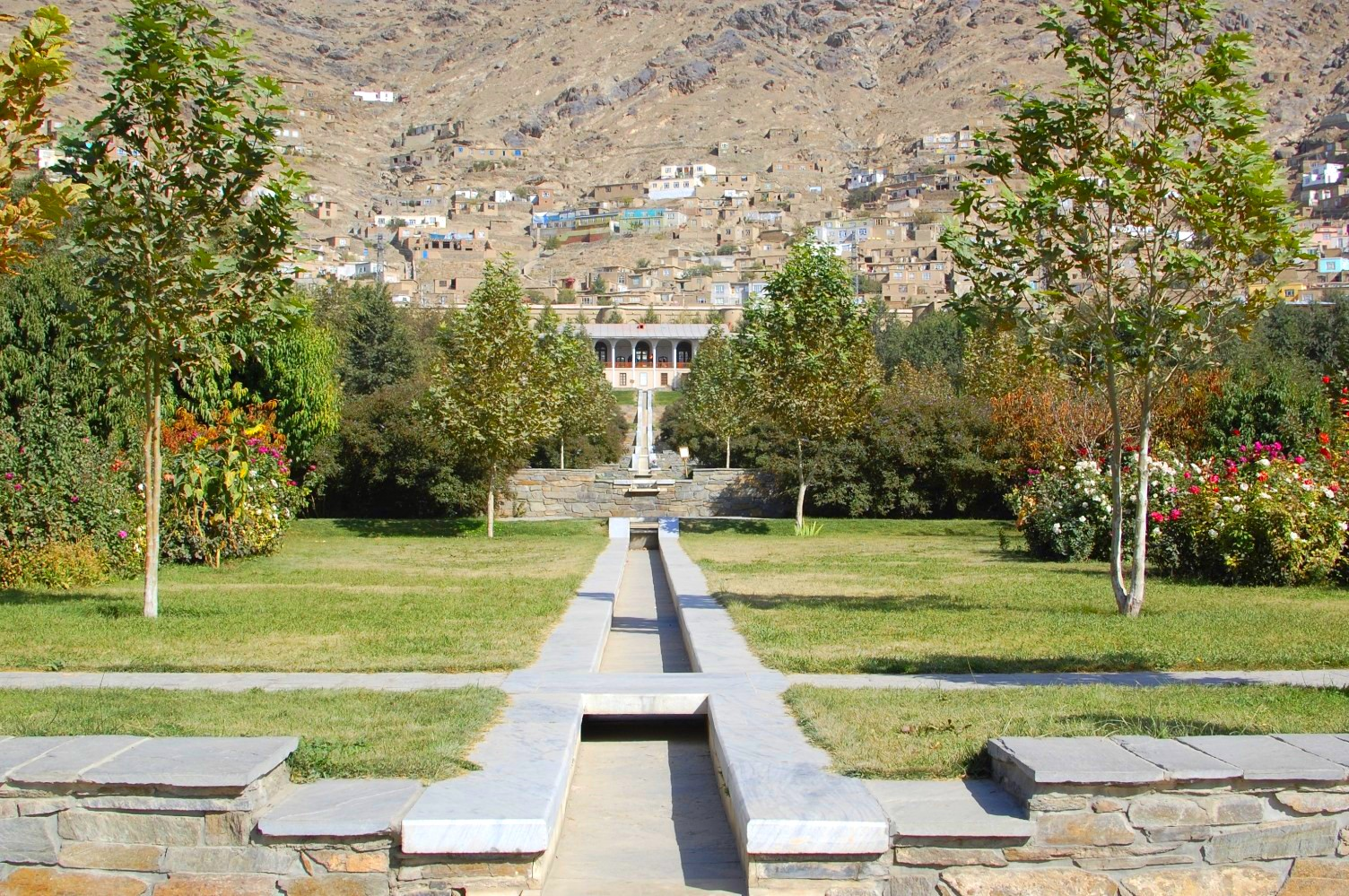
Ogrody Babura w 2009 roku
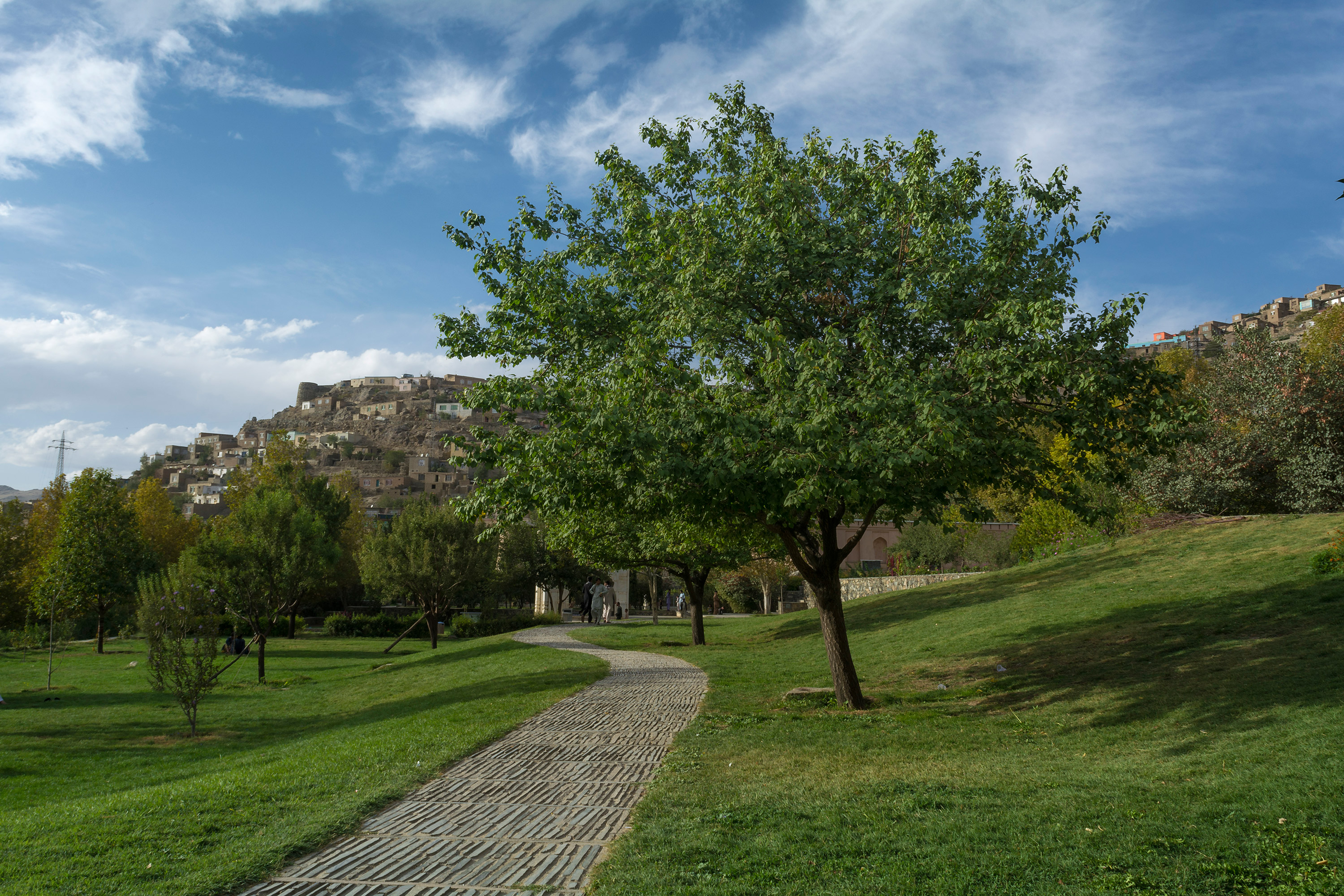
Alejka na terenie ogrodów (2015)
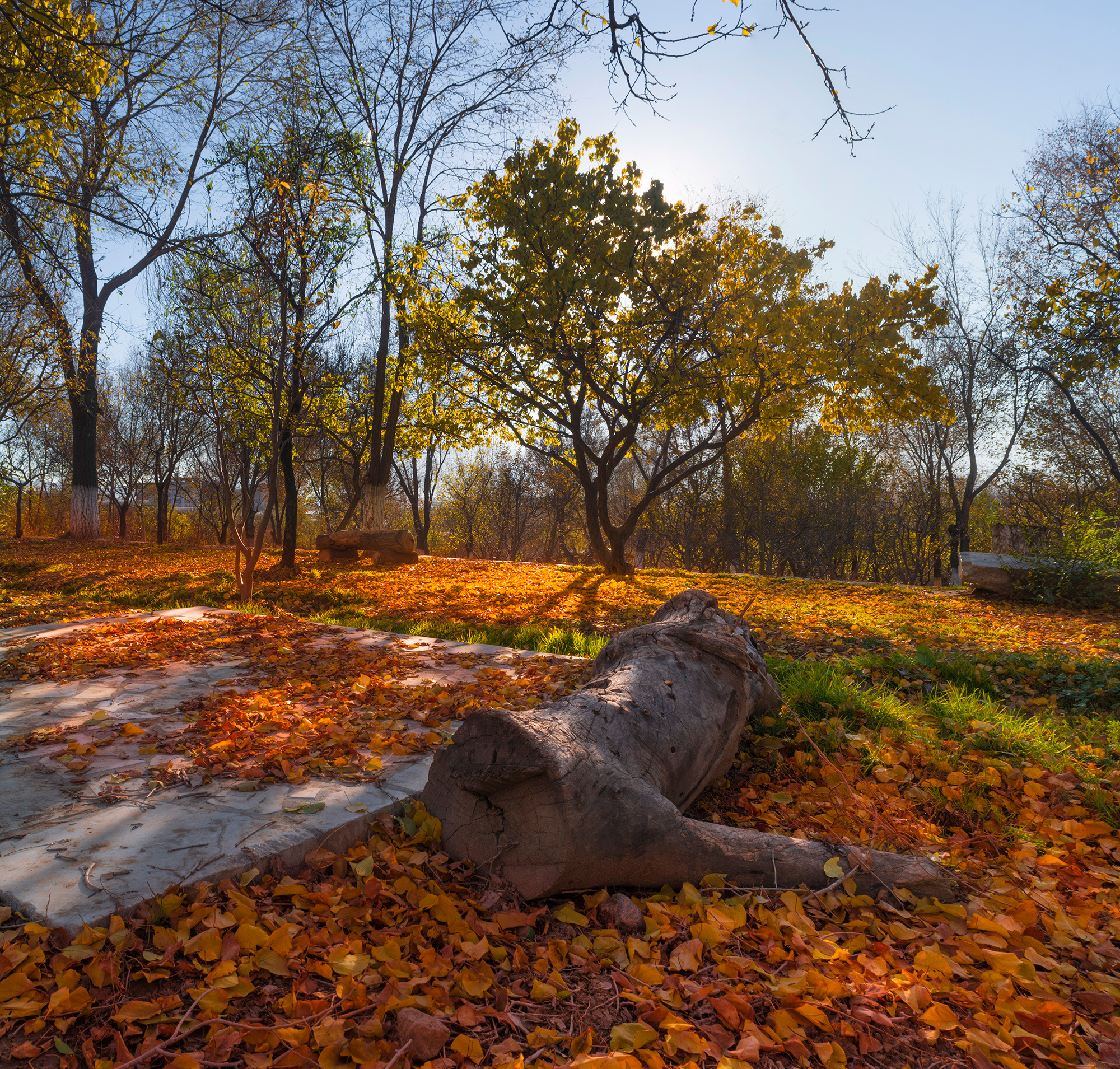
Ogrody Babura jesienią (2015)